# Quercus galeanensis
Quercus galeanensis är en bokväxtart som beskrevs av Cornelius Herman Müller. Quercus galeanensis ingår i släktet ekar, och familjen bokväxter. IUCN kategoriserar arten globalt som sårbar. Inga underarter finns listade.